# 山东省对外事务
山东省对外事务由山东省人民政府外事办公室及山东省人民政府港澳事务办公室负责。
截止2016年10月底，山省有211对友好省州/城市（省级36对）和214对友好合作省州/城市（省级28对），山东省友好省州总量居全国前列。目前，山东省与南澳州和巴伐利亚州的友好省州关系是新型友好省州关系的示范者。

## 历史

### 古代

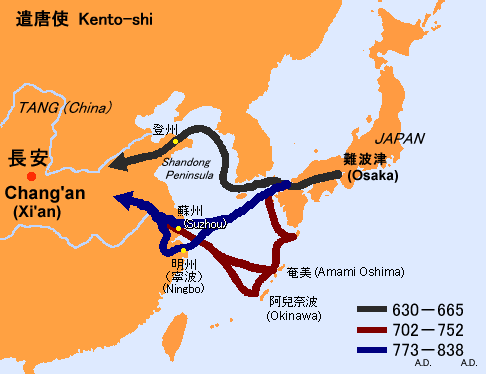
遣唐使的航路

大汶口文化遗址显示，山东的石硼群与辽东半岛、朝鲜半岛的石硼群布局结构几乎完全一致，说明早在新石器时代山东就与外国有联系。春秋时期的著作《管子》 中曾提到来自朝鲜的“文皮”价格昂贵。可见，春秋时齐国已与朝鲜半岛有贸易往来。在先秦时代，中国与朝鲜、日本的交通路线主要是从山东半岛沿庙岛群岛经辽东南海岸到朝鲜半岛西海岸，然后顺海岸南行，过对马海峡到达日本北九州。此后，无论是东汉、曹魏时日本使者前来洛阳，还是朝廷派使臣去日本，以及日本与南朝刘宋交往， 走的都是这条航线。公元前210年， 齐国的方士徐福曾率数千人东渡日本。
从汉朝到唐朝的几百年间，山东与西方的联系主要是通过以丝绸为代表的商品贸易来实现的。山东地区是丝绸之路的主要源头之一。隋唐时期， 山东在对外交往中发挥了重要作用。 日本派来中国的著名的“遣隋使”、“遣唐使”，大都由山东沿海登陆，进入中国。山东的登陆地点有三处：一是登州府治附近（今蓬莱、 龙口） ；二是从文登县赤山浦入境；三是从胶州湾一带登陆。明末意大利耶稣会传教士利玛窦曾两次到达山东。

### 近代
1860年6月8日，法国军舰驶至烟台山下，三四千名法国士兵登陆上岸，占领了烟台港一带。这是山东有史以来第一次遭受西方列强大规模的武装侵略。1861年8月22日，烟台港开埠，并宣布筹建东海关。1875年，英国借口“马嘉理事件”，迫使清政府签订了《烟台条约》。1897年11月，德国借口“巨野教案”派军舰在青岛登陆，强占了胶州湾。1898年3月6日，德国强迫清政府正式签订了《胶澳租借条约》，山东全省沦为德国在华的势力范围。1898年7月1日，英国强迫清政府签订了《订租威海卫专条》，规定英国租借威海卫25年。按照条约规定，25年租期届满之后，威海卫的主权应交还中国。然而，英国政府多次借故延宕，直到1930年10月才归还。
中华民国成立后，山东仍未免遭侵略。1914年8月23日，日本借口对德宣战，出兵山东。日军在龙口登陆后，占领了整个胶济铁路及其沿线地区，直到1923年才暂时撤离。1928年5月3日國民革命軍在北伐途中经过山东济南城时，賀耀組軍同日軍發生衝突，爆发济南事件。日軍屠杀中国军人与民众六千余人，并将国民政府外交部特派山东交涉员蔡公时及署内职员17人虐杀。
1949年后，山东断绝了同西方国家的关系，加强与苏联等社会主义国家的友好交往。从50年代末期至70年代末期，山东与苏联的交往大量减少；与亚非拉国家特别是阿尔巴尼亚的关系迅速发展；西方国家，特别是美国、西欧与日本来访团组增多。从70年代末至1991年，来山东访问的外国国家元首、政府首脑及政府要员有533批， 2355人。同一时期，山东也派出了许多团组到国外访问，其中副省级以上领导人带队的有44批， 235人次；各市地党政领导带队的有55批，298人次出访；还有其他重要团组80批，1327人次出访。
1979年，济南汽车制造总厂同罗马尼亚布拉索夫汽车厂联合建成党家庄分厂，年产能力1.1万辆，乃中国第一个多品种重型汽车装配线。
2015年，山东钢铁集团宣布收购非洲矿业有限公司在非洲塞拉利昂唐克里里铁矿项目75%的股权。交易完成后,山钢将获唐克里里铁矿及非洲港口铁路服务公司100%股份。

## 外国领馆
1858年英国在登州设立了领事馆，这是外国在山东设立的第一个领事馆。此后，美国、法国、德国、日本等十几个国家先后在烟台、青岛和济南设立了领事馆、总领事馆。中华人民共和国成立后，这些领事馆至1952年均相继全部撤出山东。
从1906年起，先后有14个国家在青岛市设立了（总）领事馆（署）、代表机构或事务所。1949年6月2日起，中共领导下的青岛市人民政府拒绝各国驻青岛领事机构以领事馆名义与中方进行交涉。其后，除已经闭馆者外，建国前设立的馆所至1952年均相继被关闭，人员撤离回国。1994年后，韩国、日本和泰国又在青岛设立了总领事馆。
2020年6月16日，中国-柬埔寨政府间协调委员会第五次会议召开，据此会议的决议，柬埔寨将在济南市设立总领事馆，并已于2021年初开馆运营。

## 双边关系

### 鲁韩关系
山东与韩国距离较近，自古以来交流活跃。韩国华侨中，90%以上是山东人，而在山东的韩国人数超10万。1993年山东省与韩国庆尚南道缔结为友城，截至2010年鲁韩共有19对省、地、县级友好城市。1998年韩国开始到山东投资。到2007年，韩国是山东第一大进口来源国和第四大出口市场。2012年，山东有5800多家韩国企业。截至2015年，韩国对山东累积投资额达316亿美元，投资规模位居中国省市第二位；韩国与山东贸易额达325亿美元，相当于韩国的第6大贸易伙伴国。